# Indigofera giessii
Indigofera giessii är en ärtväxtart som beskrevs av Annelis Schreiber. Indigofera giessii ingår i släktet indigosläktet, och familjen ärtväxter. Inga underarter finns listade i Catalogue of Life.